# Rudi Stohl
Rudolf Stohl, noto Rudi (Vienna, 21 aprile 1947) è un ex pilota di rally ed ex copilota di rally austriaco.
È il padre di Manfred, a sua volta pilota di rally.

## Biografia
Impegnato nei rally dalla fine degli anni 60, esordì nel campionato del mondo nel 1975 come copilota al Rally dell'Acropoli ma passò subito al ruolo di conduttore nella stessa stagione, debuttando al Rally di Finlandia su una Lada 1500 S. In carriera ha conquistato due podi, il primo nel 1990 quando fu secondo al Rally d'Australia e il secondo nel 1991 con il terzo posto ottenuto al Rally della Costa d'Avorio, entrambi al volante di un'Audi 90 Quattro.
Nel 1986 è stato vice-campione del Gruppo A, sempre alla guida di vetture Audi.

## Risultati nel mondiale rally

### WRC
| 1975 | Scuderia | Vettura                  |  |  |  |     |  |  |    |  |  |  |  |  |  |  | Punti | Pos. |
| ---- | -------- | ------------------------ |  |  |  | --- |  |  | -- |  |  |  |  |  |  |  | ----- | ---- |
| 1975 |          | BMW 2002 Ti, Lada 1500 S |  |  |  | Rit |  |  | 54 |  |  |  |  |  |  |  | -     |      |

| 1976 | Scuderia | Vettura                  |  |  |  |  |     |  |     |  |  |  |  |  |  |  | Punti | Pos. |
| ---- | -------- | ------------------------ |  |  |  |  | --- |  | --- |  |  |  |  |  |  |  | ----- | ---- |
| 1976 |          | Lada-Vaz 2101, Lada 1200 |  |  |  |  | Rit |  | Rit |  |  |  |  |  |  |  | -     |      |

| 1977 | Scuderia | Vettura                            |  |     |    |  |  |     |  |  |  |  |  |  |  |  | Punti | Pos. |
| ---- | -------- | ---------------------------------- |  | --- | -- |  |  | --- |  |  |  |  |  |  |  |  | ----- | ---- |
| 1977 |          | Lada 1300, Lada 1200 Lada-Vaz 2101 |  | Rit | 20 |  |  | Rit |  |  |  |  |  |  |  |  | -     |      |

| 1978 | Scuderia | Vettura   |  |  |  |  |    |  |  |  |  |  |  |  |  |  | Punti | Pos. |
| ---- | -------- | --------- |  |  |  |  | -- |  |  |  |  |  |  |  |  |  | ----- | ---- |
| 1978 |          | Lada 1600 |  |  |  |  | 18 |  |  |  |  |  |  |  |  |  | -     |      |

| 1979 | Scuderia | Vettura   |  |  |  |  |     |  |  |  |  |  |  |  |  |  | Punti | Pos. |
| ---- | -------- | --------- |  |  |  |  | --- |  |  |  |  |  |  |  |  |  | ----- | ---- |
| 1979 |          | Lada 1600 |  |  |  |  | Rit |  |  |  |  |  |  |  |  |  | -     |      |

| 1980 | Scuderia | Vettura   |  |  |  |  |     |  |  |  |  |  |  |  |  |  | Punti | Pos. |
| ---- | -------- | --------- |  |  |  |  | --- |  |  |  |  |  |  |  |  |  | ----- | ---- |
| 1980 |          | Lada 1600 |  |  |  |  | Rit |  |  |  |  |  |  |  |  |  | -     |      |

| 1981 | Scuderia | Vettura   |  |  |  |     |  |    |  |  |  |  |  |  |  |  | Punti | Pos. |
| ---- | -------- | --------- |  |  |  | --- |  | -- |  |  |  |  |  |  |  |  | ----- | ---- |
| 1981 |          | Lada 1600 |  |  |  | Rit |  | 14 |  |  |  |  |  |  |  |  | -     |      |

| 1982 | Scuderia | Vettura   |  |  |  |    |  |  |  |  |  |  |  |  |  |  | Punti | Pos. |
| ---- | -------- | --------- |  |  |  | -- |  |  |  |  |  |  |  |  |  |  | ----- | ---- |
| 1982 |          | Lada 1600 |  |  |  | 12 |  |  |  |  |  |  |  |  |  |  | -     |      |

| 1983 | Scuderia | Vettura                            |  |  |  |  |  |    |  |   |  |  |  |  |  |  | Punti | Pos. |
| ---- | -------- | ---------------------------------- |  |  |  |  |  | -- |  | - |  |  |  |  |  |  | ----- | ---- |
| 1983 | Eskimo   | Lada-VAZ 2105 VFTS Audi 80 Quattro |  |  |  |  |  | 12 |  | 6 |  |  |  |  |  |  | 6     |      |

| 1984 | Scuderia | Vettura   |  |  |  |     |  |    |  |  |  |  |  |  |  |  | Punti | Pos. |
| ---- | -------- | --------- |  |  |  | --- |  | -- |  |  |  |  |  |  |  |  | ----- | ---- |
| 1984 |          | Lada VFTS |  |  |  | Rit |  | 22 |  |  |  |  |  |  |  |  | -     |      |

| 1985 | Scuderia | Vettura                    |  |  |  |    |  |    |  |  |  |  |  |  |  |  | Punti | Pos. |
| ---- | -------- | -------------------------- |  |  |  | -- |  | -- |  |  |  |  |  |  |  |  | ----- | ---- |
| 1985 |          | Lada VFTS, Audi 80 Quattro |  |  |  | 20 |  | 11 |  |  |  |  |  |  |  |  | -     |      |

| 1986 | Scuderia   | Vettura                            |    |  |     |     |  |   |    |   |  |   |  |  |  |  | Punti | Pos. |
| ---- | ---------- | ---------------------------------- | -- |  | --- | --- |  | - | -- | - |  | - |  |  |  |  | ----- | ---- |
| 1986 | Audi Sport | Audi 80 Quattro Audi Coupé Quattro | 17 |  | Rit | Rit |  | 6 | 12 | 6 |  | 7 |  |  |  |  | 16    | 15º  |

| 1987 | Scuderia | Vettura            |     |  |   |   |  |   |  |  |  |  |     |    |  |  | Punti | Pos. |
| ---- | -------- | ------------------ | --- |  | - | - |  | - |  |  |  |  | --- | -- |  |  | ----- | ---- |
| 1987 |          | Audi Coupé Quattro | Rit |  | 7 | 7 |  | 9 |  |  |  |  | Rit | 16 |  |  | 10    | 30º  |

| 1988 | Scuderia | Vettura                            |  |  |  |   |  |   |  |  |   |  |     |  |  |  | Punti | Pos. |
| ---- | -------- | ---------------------------------- |  |  |  | - |  | - |  |  | - |  | --- |  |  |  | ----- | ---- |
| 1988 |          | Audi Coupé Quattro Audi 90 Quattro |  |  |  | 8 |  | 5 |  |  | 4 |  | Rit |  |  |  | 21    | 13º  |

| 1989 | Scuderia | Vettura         |  |  |  |     |  |   |  |  |  |    |  |     |  |  | Punti | Pos. |
| ---- | -------- | --------------- |  |  |  | --- |  | - |  |  |  | -- |  | --- |  |  | ----- | ---- |
| 1989 |          | Audi 90 Quattro |  |  |  | Rit |  | 6 |  |  |  | 18 |  | Rit |  |  | 6     | 42º  |

| 1990 | Scuderia | Vettura         |  |  |   |  |     |  |   |  |   |  |  |  |  |  | Punti | Pos. |
| ---- | -------- | --------------- |  |  | - |  | --- |  | - |  | - |  |  |  |  |  | ----- | ---- |
| 1990 |          | Audi 90 Quattro |  |  | 7 |  | Rit |  | 4 |  | 2 |  |  |  |  |  | 29    | 7º   |

| 1991 | Scuderia | Vettura         |  |  |  |     |  |  |  |     |  |  |  |   |  |  | Punti | Pos. |
| ---- | -------- | --------------- |  |  |  | --- |  |  |  | --- |  |  |  | - |  |  | ----- | ---- |
| 1991 |          | Audi 90 Quattro |  |  |  | Rit |  |  |  | Rit |  |  |  | 3 |  |  | 12    | 19º  |

| 1992 | Scuderia | Vettura         |  |  |  |    |  |    |  |   |  |  |  |     |  |  | Punti | Pos. |
| ---- | -------- | --------------- |  |  |  | -- |  | -- |  | - |  |  |  | --- |  |  | ----- | ---- |
| 1992 |          | Audi 90 Quattro |  |  |  | 13 |  | 13 |  | 5 |  |  |  | Rit |  |  | 8     | 29º  |

| 1993 | Scuderia | Vettura       |  |  |  |   |  |     |   |  |  |  |  |  |  |  | Punti | Pos. |
| ---- | -------- | ------------- |  |  |  | - |  | --- | - |  |  |  |  |  |  |  | ----- | ---- |
| 1993 |          | Audi Coupé S2 |  |  |  | 8 |  | Rit | 7 |  |  |  |  |  |  |  | 7     | 30º  |

| 1994 | Scuderia | Vettura       |  |  |   |  |  |   |  |  |  |  |  |  |  |  | Punti | Pos. |
| ---- | -------- | ------------- |  |  | - |  |  | - |  |  |  |  |  |  |  |  | ----- | ---- |
| 1994 |          | Audi Coupé S2 |  |  | 6 |  |  | 7 |  |  |  |  |  |  |  |  | 10    | 18º  |

| 1995 | Scuderia | Vettura       |  |  |  |  |  |  |  |    |  |  |  |  |  |  | Punti | Pos. |
| ---- | -------- | ------------- |  |  |  |  |  |  |  | -- |  |  |  |  |  |  | ----- | ---- |
| 1995 |          | Audi Coupé S2 |  |  |  |  |  |  |  | 41 |  |  |  |  |  |  | -     |      |

| 1996 | Scuderia | Vettura       |  |     |  |     |  |  |  |  |  |  |  |  |  |  | Punti | Pos. |
| ---- | -------- | ------------- |  | --- |  | --- |  |  |  |  |  |  |  |  |  |  | ----- | ---- |
| 1996 |          | Audi Coupé S2 |  | Rit |  | Rit |  |  |  |  |  |  |  |  |  |  | -     |      |

| 1997 | Scuderia | Vettura       |  |  |   |  |  |  |  |  |  |  |  |  |  |  | Punti | Pos. |
| ---- | -------- | ------------- |  |  | - |  |  |  |  |  |  |  |  |  |  |  | ----- | ---- |
| 1997 |          | Audi Coupé S2 |  |  | 8 |  |  |  |  |  |  |  |  |  |  |  | -     |      |

| 1998 | Scuderia | Vettura       |  |  |     |  |  |  |  |  |  |  |  |  |  |  | Punti | Pos. |
| ---- | -------- | ------------- |  |  | --- |  |  |  |  |  |  |  |  |  |  |  | ----- | ---- |
| 1998 |          | Audi Coupé S2 |  |  | Rit |  |  |  |  |  |  |  |  |  |  |  | -     |      |

| 2000 | Scuderia | Vettura                  |  |  |     |  |  |  |  |  |  |  |  |  |  |  | Punti | Pos. |
| ---- | -------- | ------------------------ |  |  | --- |  |  |  |  |  |  |  |  |  |  |  | ----- | ---- |
| 2000 |          | Mitsubishi Lancer Evo VI |  |  | Rit |  |  |  |  |  |  |  |  |  |  |  | -     |      |

| 2001 | Scuderia | Vettura                  |  |  |  |  |  |  |  |    |  |  |  |  |  |  | Punti | Pos. |
| ---- | -------- | ------------------------ |  |  |  |  |  |  |  | -- |  |  |  |  |  |  | ----- | ---- |
| 2001 |          | Mitsubishi Lancer Evo VI |  |  |  |  |  |  |  | 10 |  |  |  |  |  |  | -     |      |

| 2002 | Scuderia | Vettura                  |  |  |  |  |  |  |  |    |  |  |  |  |  |  | Punti | Pos. |
| ---- | -------- | ------------------------ |  |  |  |  |  |  |  | -- |  |  |  |  |  |  | ----- | ---- |
| 2002 |          | Mitsubishi Lancer Evo VI |  |  |  |  |  |  |  | 11 |  |  |  |  |  |  | -     |      |

| Legenda | 1º posto | 2º posto | 3º posto | A punti | Senza punti | Ritirato | Squalificato | NP=Non partito C=Gara cancellata | Apice=Power stage |

### Gruppo A
| 1986 | Scuderia   | Vettura                            |   |  |     |     |  |    |   |    |  |    |  |  |  |  | Punti | Pos. |
| ---- | ---------- | ---------------------------------- | - |  | --- | --- |  | -- | - | -- |  | -- |  |  |  |  | ----- | ---- |
| 1986 | Audi Sport | Audi 80 Quattro Audi Coupé Quattro | 5 |  | Rit | Rit |  | 13 | 8 | 11 |  | 13 |  |  |  |  | 50    | 2º   |

| Legenda | 1º posto | 2º posto | 3º posto | A punti | Senza punti | Ritirato | Squalificato | NP=Non partito C=Gara cancellata | Apice=Power stage |

### PWRC
| 2001 | Scuderia | Vettura                  |  |  |  |  |  |  |  |    |  |  |  |  |  |  | Punti | Pos. |
| ---- | -------- | ------------------------ |  |  |  |  |  |  |  | -- |  |  |  |  |  |  | ----- | ---- |
| 2001 |          | Mitsubishi Lancer Evo VI |  |  |  |  |  |  |  | 10 |  |  |  |  |  |  | -     |      |

| 2002 | Scuderia | Vettura                  |  |  |  |  |  |  |  |   |  |  |  |  |  |  | Punti | Pos. |
| ---- | -------- | ------------------------ |  |  |  |  |  |  |  | - |  |  |  |  |  |  | ----- | ---- |
| 2002 |          | Mitsubishi Lancer Evo VI |  |  |  |  |  |  |  | 4 |  |  |  |  |  |  | 3     | 28º  |

| Legenda | 1º posto | 2º posto | 3º posto | A punti | Senza punti | Ritirato | Squalificato | NP=Non partito C=Gara cancellata | Apice=Power stage |